# Unbound Gravel
Unbound Gravel，以前称为Dirty Kanza，是一项每年晚春期间在美国堪萨斯州恩波利亚附近的弗林特山（Flint Hills）地区举行的包括各种距离的砾石自行车比赛。  该200英里（320）的比赛是“世界超级砾石骑行”，忝列顶级砾石自行车赛。  优胜者被授予皮带扣。 

## 路线
赛事的起点和终点都在恩波里亚，路线沿着堪萨斯州中东部弗林特山的乡村道路延伸。 在有几年的比赛中，比赛路线上的气温超过了100 °F（38 °C），而其他年份则有降雨或冰雹。 雨水将一些土路变成“泥路”的情况并不少见。
对于赛程较长的比赛，有间隔约50英里的检查站，骑手必须自己携带水和食物，并修理自己的轮胎和自行车。  如果车手在官方检查站以外的任何地方获得外部支持，将导致立即取消资格。骑手可以随时以任何方式协助其他骑手。 

## 赛事
最初，该赛事的赛程为200英里（320），但多年来增加了其他的比赛距离，以鼓励更多的骑手尝试。虽然比赛距离的名称被四舍五入为一个整数值，但每次比赛的实际距离略有不同。
赛事包括以下比赛：
- Unbound Gravel XL 是350英里（560）比赛。它于2018年推出。[13]
- Unbound Gravel 200 是200英里（320）比赛。最初的DK超耐力砾石自行车挑战赛始于2006年。 [14]
- Unbound Gravel 100 是100英里（160）比赛。它于2013年推出。 [15]
- Unbound Gravel 50 是50英里（80）比赛。它于2013年推出。 [15]
- Unbound Gravel 25 是25英里（40）比赛。它于2013年推出。 [15]
- Unbound Gravel Junior 是25英里（40）为7至12年级的青少年比赛。

## 历史
2006年，第一年活动有34名车手参加。 
2018年，该比赛有2,500名报名注册车手。
2019年，该比赛有2,750名报名注册车手。
2020年，比赛从5月29日至31日推迟到9月10日至13日， 后来由于持续的全球冠状病毒大流行而被取消。 组织者考虑对活动进行更名，以避免名称与Kaw族（也称为 Kanza）混淆。 同年，该活动的创始人发表声明支持警方在亚特兰大射杀一名黑人。 随后的争议导致他最终被该活动当前的母公司解雇。  2020年10月29日，组织者宣布比赛名称更改为Unbound Gravel。
2021年，该比赛有2,626名报名注册车手。